# ジェローム・デュクロス
ジェローム・デュクロス（フランス語: Jérôme Ducros、1974年11月30日 - ）は、フランスのピアニスト、作曲家。

## 生い立ち
1974年11月30日、フランスのヴォクリューズ県・アヴィニョンに生まれる。首都パリのパリ国立高等音楽・舞踊学校 で音楽を学ぶ。